# Lawrence Abbott
Lawrence Jacob Abbott (* 9. Juli 1902 in Cornwall, New York, Vereinigte Staaten; † 8. Dezember 1985 in Coventry, Connecticut, Vereinigte Staaten) war ein US-amerikanischer Pianist, Musikschriftsteller und Professor für Wirtschaft.

## Leben
Lawrence Abbotts Eltern waren Ernest Hamlin Abbott und May Louise Kleberg (1874–1966). Am 22. Oktober 1932 heiratete er Anne S. Tatham in St. George’s Church in New York City. Er war von 1934 bis 1940 Produzent und Autor der Music appreciation hour des Rundfunksenders NBC in New York City, die landesweit ausgestrahlt wurde. Hierzu erstellte er schriftliches Material, das auch in Schulen als Workbooks benutzt werden konnte, um die im Rahmen der Sendung übertragenen Konzerte pädagogisch zu begleiten. Er schrieb Artikel zur Geschichte der Rundfunkübertragung von Musik. Er lebte in Marmaroneck. 1940 veröffentlichte er das Buch Approach to Music. 1942 verließ er The Blue Network um Music Editor beim Time Magazine zu werden. Er wurde in Windham bestattet.

## Werke (Auswahl)

### Musik
- The ghost of John McCrae Sea ballad für mittlere Stimme und Klavier, 1928 publiziert bei G. Schirmer, New York

### Bücher über Musik
- The listener's book on harmony, Theodore Presser Company, Philadelphia, 1941 OCLC 1066791476
- Approach to Music. Farrar & Rinehart, Incorporated, 1940, auch George G. Harrap, London, 1946 OCLC 27669139[5]